# La Prêtresse
La Prêtresse est une opérette en 1 acte, composée à l'automne 1864 (inachevée) de Georges Bizet sur un livret de Philippe Gille. Un exemplaire se trouve à la New York Public Library.

## Sources
- Hervé Lacombe, Georges Bizet, Fayard, 2000.